# تشارلز دي فيتز-جيمز
تشارلز دي فيتز-جيمز (بالفرنسية: Charles de Fitz-James)‏ هو ضابط فرنسي، ولد في 4 نوفمبر 1712 في سن جرمن آن له في فرنسا، وتوفي في 23 يناير 1771 في باريس في فرنسا.